# Asterisk
Asterisk ( * ) er et tegn, der henviser til note. Asterisk kommer fra græsk ἀστερίσκος (asterískos) og betyder lille stjerne.
Tegnet anvendes endvidere i flere sammenhænge:
- til at erstatte fx et password på computere
- til at programmere med i sprog som fx C++
- på telefoner, hvor det bruges til forskellige tastekommandoer
- som wildcard ved søgninger, dvs. der kan stå alt i stedet for stjernen. Eksempel: Ønsker man at søge efter alle filer med endelsen .jpg kan man bare skrive *.jpg
- til at markere ord, der ikke er belagt i overleverede tekster, men hvis eksistens man kan slutte sig til ud fra sprogvidenskabelig rekonstruktion (f.eks. urnordisk *hundaR "hund")
- undertiden til at angive multiplikation med selvom midterprik · mest bruges på dansk
- foldning - avanceret matematisk operation
- Til at symbolisere eventuelle chirale centre i kemiske stoffer.

## Datalogi
| * | Asterisk          | U+002A | &#42;    | &#x2a;   |          |
| ∗ | Asterisk operator | U+2217 | &#8727;  | &#x2217; | &lowast; |
| ⁎ | Low asterisk      | U+204E | &#8270;  | &#x204e; |          |
| ✱ | Heavy asterisk    | U+2731 | &#10033; | &#x2731; |          |